# Takeshi Ono (1962)
Takeshi Ono (小野 剛 Ono Takeshi?, nacido el 17 de agosto de 1962 en Chiba) es un exfutbolista japonés y entrenador.

## Clubes

### Como entrenador
| Club                | País  | Año         |
| ------------------- | ----- | ----------- |
| Sanfrecce Hiroshima | Japón | 2002 - 2006 |
| Roasso Kumamoto     | Japón | 2014 - 2015 |